# Dinosaucers
Dinosaucers è una serie televisiva a cartoni animati prodotta da DiC Entertainment e DR Movie.
Fu originariamente progettata una linea di giocattoli che aveva come soggetto i protagonisti della serie, e ne furono prodotti alcuni prototipi, ma la loro messa in commercio venne annullata con l'annuncio della chiusura della serie dopo una sola stagione.

## Trama
La serie segue la battaglia dei Dinosaucers contro i malefici Tyrannos. I due gruppi sono composti da dinosauri antropomorfici e da altre specie preistoriche, e i loro nomi ne riprendono la specie di appartenenza (p.es. Tricero da triceratopo o Stego da stegosauro) . Inoltre i Dinosaucers sono alleati a un gruppo di esseri umani conosciuti come "secret scouts".
I due gruppi provengono da un pianeta della galassia di Reptilon e possiedono navi spaziali che usano per spostarsi e combattere tra di loro.
I Dinosaurcers posseggono inoltre il potere del Dinovolving, che permette loro di trasformarsi in autentici dinosauri pur mantenendo le loro capacità intellettive e di linguaggio, e il segreto di questa tecnologia è spesso oggetto di piani dei Tyrannos per impossessarsene. Benché il dinovolving appaia nei primi episodi come un elemento centrale della serie, successivamente non sono pochi gli episodi in cui non viene minimamente utilizzato.
L'arma specifica dei Tyrannos è invece una pistola a raggi laser chiamata devolver, che come il Dinovolving trasforma le proprie vittime in dinosauri, ma fa perdere loro le capacità intellettive e di linguaggio, garantendo ovvi effetti comici, specie nelle occasioni in cui viene rivolto contro i Tyrannos stessi.
I Tyrannos possiedono inoltre una seconda arma, il fossilizer, che ha il potere di pietrificare istantaneamente qualsiasi creatura ed eventualmente di invertire il processo.

## Personaggi

### Dinosaucers
- Allo: Un allosauro evoluto nonché leader dei Dinosaucers. Di carattere calmo, serio e riflessivo, Allo indossa un'armatura azzurra così come il suo elmetto e non porta calzature. La sua pelle è di color marrone. Sul suo pianeta aveva una moglie di nome Vera, una figlia chiamata Alloetta e persino una cameriera di nome Gatormaid. Allo è di nobili origini, essendo il nipote dei Dinosorcerors (i regnanti di Reptilon). Può trasformarsi in un Allosauro alto 12 metri.
- Dimetro: Un dimetrodonte che è anche l'assistente di Allo essendo il meccanico del gruppo e l'uomo di scienza. Indossa un'armatura marrone e rossa e una maschera azzurra sulla sua testa. La sua pelle è di color verde acqua e ha un modo curioso di parlare. Durante il dinovolving si trasforma in un gigantesco dimetrodonte.
- Bronto Thunder: Bronto Thunder è un brontosauro evoluto, considerato il più forte dei Dinosaucers. Su Reptilon aveva una fidanzata chiamata Apatty Saurus e prima di diventare un Dinosaucer faceva il commesso viaggiatore per un negozio di ceramiche. Durante il Dinovolving, la sua forma è un Sauropode alto 24 metri.
- Stego: Stego è uno stegosauro evoluto. Rispetto ai suoi compagni, è quello con scarso coraggio (anche se lui ce la mette tutta per far vedere che sa lottare) e molte volte sono i suoi amici a venire in suo soccorso. Stego è l'unico Dinosaucer che può tirare la testa dentro e fuori dalla sua armatura, come una tartaruga. Ha pure una nave corazzata modellata come uno della sua specie. Stego possiede una forza portentosa, di cui però non sospetta nemmeno l'esistenza. Può mutare in uno stegosauro di 9 metri.
- Tricero: Un triceratopo evoluto considerato la voce della ragione. Su Reptilon, Tricero faceva parte dei Tricerocops, la polizia di Reptilon, nel gruppo degli investigatori. Tricero è dotato di un superpotere che gli fa vibrare le corna che ha sulla fronte. Nemico acerrimo di Styraco, può mutare in un Triceratops di 9 metri.
- Bonehead: Il nipote di Allo e la linea comica del gruppo dei Dinosaucers. Bonehead è un Pachycephalosaurus non tanto sveglio anche se a volte mostra qualche barlume d'intelligenza. Di carattere buono e innocente, è anche un grande combattente e può trasformarsi in un Pachycephalosaurus di 7 metri e mezzo. Su Reptilon ha sua madre, Bonehilda, una famosa scienziata sorella di Allo e un fratellino più piccolo, Numbskull.
- Ichy: Un ittiosauro evoluto. Ha un muso appuntito, una coda dotata di pinna, una pelle grigia ed indossa un'armatura verde. Ai piedi ha delle pinne color verde scuro invece di scarpe. Ichy ha il potere di parlare con le creature marine. È uno dei pochi Dinosaucers ad avere una storia d'amore, e l'avrà con la sua compagna di squadra Teryx. Può trasformarsi in un Ittiosauro lungo 9 metri.
- Teryx: Un esemplare di Archaeopteryx evoluta, Teryx è l'unica femmina dei Dinosaucers. Unica con la capacità di volare, Teryx può capire gli uccelli. Dotata di due grandi ali color rosa tendente al bianco, come il suo piumaggio, Teryx farà presto coppia col suo compagno di squadra Icky, ma verrà presto insidiata da Genghis Rex, che prova qualcosa per lei, respingendolo. In uno degli episodi è addirittura riuscita a diventare una vera donna.

### Secret Scouts
Quattro ragazzi che divengono alleati dei Dinosaucers. Sono stati i primi ad averli visti arrivare ed hanno dei poteri magici acquisiti da degli anelli donatigli dai Dinosaucers. Essi sono:
- Ryan Spencer: Un teenager biondo e aitante, forse il più atletico del gruppo. Più in là nella serie si vedrà che in un certo senso lui è il leader del gruppo. Fratello maggiore di Sara, non si caccia troppo nei guai al contrario dei suoi tre amici.
- Sara Spencer: Sorella minore di Ryan, è l'unica femmina degli Scouts. Molto atletica ed informata, a volte insegna ai Dinosaucers le regole più semplici della Terra. Il suo anello le dona il potere di incrementare le sue abilità fisiche quasi oltre quelle di un'atleta olimpionica, permettendole di correre più veloce, farle saltare altezze strabilianti ed essere molto agile. Ha una gatta di nome Missy. A volte la si vede impegnata in avventure in compagnia di Bronto Thunder o fare comunella con Teryx.
- Paul: Un ragazzo afroamericano molto intelligente, indossa un paio di occhiali e sembra molto a suo agio con i Dinosaucers. Ha anche un cagnolino chiamato Charlie che dà non poche gatte da pelare ai Dinosaucers in vari episodi. Il suo anello gli permette di aumentare la sua velocità. Va molto d'accordo con Dimetro.
- David: Un ragazzo dai capelli neri che è considerato la testa calda del gruppo. Si caccia spesso nei guai e rende le cose peggiori coinvolgendo i Dinosaucers nelle sue "imprese": nonostante sia forte e atletico, non possiede la mente calma di Paul o Ryan, preferendo la via più veloce. Il suo anello gli consente di sollevare oggetti molto pesanti e scagliarli lontano. Lo si vede molto in compagnia di Stego e Bonehead.

### Tyrannos
- Genghis Rex: Spesso chiamato anche "Rex" è il leader dei Tyrannos e la controparte malvagia di Allo. Rex è un tirannosauro evoluto dalla pelle rossa, e veste un'armatura color azzurro e arancio. Il suo nome è un riferimento al conquistatore mongolo Genghis Khan. Come vuole la "tradizione" della sua specie, Rex è dispotico, tirannico ed ha un temperamento violento, e passa il suo tempo a insultare i suoi compagni di squadra con nomi poco lusinghieri. Ha una sorella maggiore chiamata Princess Dei. Nonostante Rex sia brutale, in più di un'occasione ha mostrato rispetto e onore verso Allo e i Dinosaucers, e questo porta a pensare che i due siano più rivali che nemici.
- Princess Dei: La sorella maggiore di Genghis Rex, un Deinonychus evoluto dalla pelle giallo-verde, è l'unica femmina dei Tyrannos. Forte come il fratello, ma più intelligente ed agile, si è rivelata una valida combattente e sembra sia lei la leader dei Tyrannos su Reptilon. Sfrutta il fatto di essere sorella maggiore di Genghis Rex per rimproverarlo quando le cose si mettono male, cosa che nessun altro Tyranno oserebbe fare. Il suo nome è un riferimento alla principessa Diana.
- Ankylo: Un anchilosauro evoluto che può essere considerato la linea comica dei Tyrannos. Nonostante sia un anchilosauro, Ankylo possiede dei tratti che ricordano molto un cinghiale ed ha caratteristiche tipiche dei suini, come grugnire tra una frase e l'altra. Anche lui ha la pelle rossa, indossa una corazza grigia ed è dotato di un'arma speciale, l'Anklebuster, che crea una catena d'energia spesso usata per stordire i Dinosaucers. Nonostante sia un personaggio comico, Ankylo è uno dei Tyrannos più leali a Genghis Rex, dandogli costantemente dei consigli riguardanti gli schemi di battaglia.
- Quackpot: Quackpot è un Hadrosaurus evoluto. Dei Tyrannos, è lui il più giocherellone, cosa che causa molto spesso le ire di Genghis Rex e dei suoi compagni di squadra. Quackpot fisicamente ha la pelle rossa, ma il muso, il collo e la pancia sono di colore bianco. Indossa un'armatura grigia con tendenza verso il blu e non porta calzature. Quando parla, emette un suono che ricorda molto il verso delle anatre. Su Reptilon, Quackpot era una star della tv dato che era il protagonista di uno show per bambini intitolato Duckbill's Playhouse. Questo fa sì che abbia un suo lato buono, nonostante sia un Tyranno, che usa proteggendo i bambini.
- Brachio: Un brachiosauro di colore viola, Brachio è il classico scagnozzo stupido, ma fedelissimo. Considerato come la controparte di Bronto Thunder, è fisicamente il più forte dei Tyrannos. A parte questa caratteristica, Brachio non segue mai alla lettera gli ordini di Genghis Rex e non brilla molto per intelligenza, almeno non allo stesso livello di Bonehead.
- Styraco: Styraco è uno stiracosauro evoluto ed è la controparte malvagia di Tricero, del quale è anche nemico acerrimo. Non indossa calzature ed ha un'armatura gialla. La sua pelle è di color arancione. Prima di unirsi a Genghis Rex, Styraco lavorava come dentista in uno studio odontotecnico. Questo fa di lui uno dei Tyranno più intelligenti e spesso lo si vede alle prese con alcune macchine. Come Ankylo, anche lui è un fedelissimo di Genghis Rex. Styraco è sensibile alle pressioni mentali, cosa che a volte ha delle ripercussioni sulla sua sanità mentale. Ama mangiare e odia profondamente l'acqua.
- Plesio: Un plesiosauro evoluto che può definirsi la controparte malvagia di Ichy, e come lui anche Plesio può comunicare con le creature acquatiche. Dei Tyrannos, è lui il più intelligente, ed è considerato l'inventore e il meccanico del gruppo. Su Reptilon, prima di unirsi a Genghis Rex, pare che Plesio fosse una specie di avvocato ed una volta ha avuto persino una storia d'amore col Mostro di Loch Ness. In fatto di intelligenza e comportamento, Plesio sembra essere il più distante rispetto ai suoi compagni di squadra.
- Terrible Dactyl: Unico Tyranno volante, nonché controparte malvagia di Teryx, Terryble Dactyl è uno pteranodonte evoluto, anche se presenta caratteristiche di altri rettili volanti, come una coda che ricorda molto quella del ranforinco e i denti dentro al becco, tipici del ranforinco ma anche del dimorfodonte. Veste una maschera da aviatore, un'armatura viola e una sciarpa bianca. Ha la pelle color arancio. Fa la sua comparsa nella serie osservando delle attività "sospette" per poi rivelarle a Genghis Rex. Terrible Dactyl è anche il più sportivo dei Tyrannos e non si fa scrupoli a lasciare il conflitto se capisce che la situazione sta volgendo a suo sfavore.

## Sigla italiana
Nella trasmissione italiana su Odeon TV venne impiegata la sigla originale statunitense ma con la narrazione recitata in italiano. In seguito, quando la serie venne mandata in onda su Italia 1, venne usata una nuova sigla, scritta da Alessandra Valeri Manera e Ninni Carucci e cantata da Cristina D'Avena con la partecipazione dei Piccoli Cantori di Milano. In Francia è stata usata come sigla del cartone ProStars.

## Doppiaggio
| Personaggio     | Doppiatore originale | Doppiatore italiano  |
| --------------- | -------------------- | -------------------- |
| Allo            | Len Carlson          | Santo Versace        |
| Gengis Rex      | Dan Hennessey        | Mario Zucca          |
| Bonehead        | Marvin Goldhar       | Donato Sbodio        |
| Pterix          | Edie Mirman          | Germana Pasquero     |
| Tricero         | Rob Cowan            | Franco Vaccaro       |
| Steggio         | Ray Kahnert          |                      |
| Styraco         | Gordon Masten        |                      |
| Brachio         | Don McManus          |                      |
| Quackpot        | Len Carlson          | Eligio Irato         |
| Plesio          | Dan Hennessey        |                      |
| Bronto Thunder  | Marvin Goldhar       | Sergio Troiano       |
| Sara            | Barbara Lynn Redpath | Anna Lana            |
| Ryan            | Simon Reynolds       | Claudio Parachinetto |
| Terrible-Dactyl | John Stocker         |                      |
| David           | Leslie Toth          |                      |
| Principessa Dei | Louise Vallance      |                      |
| Dimetro         | Chris Wiggins        |                      |
| Ichthyo         | Thick Wilson         |                      |
| Paul            | Richard Yearwood     | Davide Garbolino     |
| Ankylo          | John Stocker         | Francesco Vairano    |

## Episodi
1. La valle dei dinosauri (Dinosaur Valley)
2. La partita di baseball (Take Us Out to the Ballgame)
3. Happy Egg Day to You
4. Hooray for Hollywood
5. Divide and Conquer
6. A Real Super Hero
7. Burgers Up!
8. Be Prepared
9. That Shrinking Feeling
10. Rockin' Reptiles
11. Sleeping Booty
12. The First Snow
13. Una piccola magia (Trick or Cheat)
14. Defective Defector
15. For The Love Of Teryx
16. A Man's Best Friend Is His Dogasaurus
17. Carnivore In Rio
18. Frozen Fur Balls
19. Hook, Line And Stinker
20. The Prehistoric Purge
21. The Truth About Dragons
22. Chariots Of The Dinosaucers
23. Eggs Mark The Spot
24. Mommy Dino-Dearest
25. The Whale's Song
26. Inquiring Minds
27. War Of The Worlds...II
28. Beach Blanket Bonehead
29. The Bone Ranger And Bronto
30. Cindersaurus
31. Trouble In Paradise
32. Monday Night Clawball
33. Age Of Aquariums
34. Scients Of Wonder
35. Fine-Feathered Friends
36. Allo & Cos-Stego Meet The Abominable Snowman
37. The Quack-Up Of Quackpot
38. It's An Archaeopteryx
39. Cani, gatti e dinosauri (Teacher's Pest)
40. Dino-Chips!
41. The Heart And Sole Of Bigfoot
42. Karatesaurus Wrecks
43. Lochs And Bay Gulls
44. The Trojan Horseasaurus
45. We're Off To See The Lizard
46. Seeing Purple
47. There's No Such Thing As Stego-Claws
48. Applesaucers
49. Reduced For Clarence
50. Attack Of The Fur Balls
51. Dinosaur Dundy
52. Those Reptilon Nights
53. The Dinolympics
54. Sara Had A Little Lambeosaurus
55. Beauty And The Bonehead
56. The Museum Of Natural Humans
57. Saber-Tooth Or Consequences
58. Camp Tyranno
59. The Babysitter
60. Toy-Ranno Store Wars
61. The T-Bone's Stakes
62. Scales Of Justice
63. I Got Those 'Ol Reptilon Blues Again, Mommasaur
64. I Was A Teenage Human
65. The Friend